# La Degustation

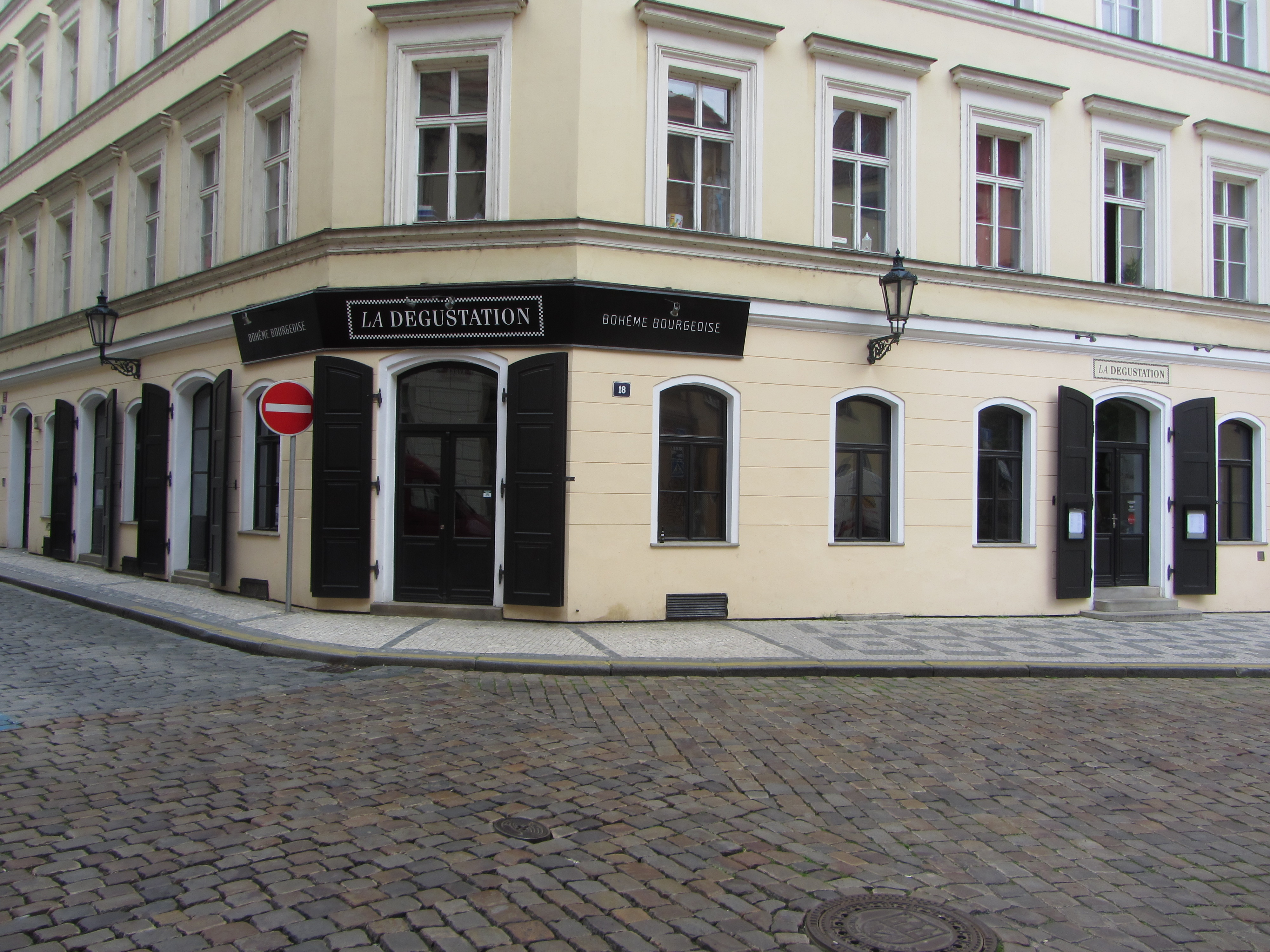
Vchod do restaurace

La Degustation Bohême Bourgeoise je luxusní restaurace, která nabízí evropskou kuchyni a tradiční českou kuchyni.
Nachází se v Haštalské ulici na Starém Městě v Praze. Forbes Life ji označil za svoji první volbu pro její poutavá tříhodinová chutná menu o sedmi chodech. V roce 2009 byly vybrána jako nejlepší restaurace v České republice. Získala ocenění Grand Restaurant 2010, které každoročně udílí Česká asociace restaurací. Od roku 2012 je jedním ze dvou držitelů michelinské hvězdy v ČR. Toto ocenění opakovaně obhajuje až dodnes[ujasnit].